# Baramia
Baramia is een geslacht van hooiwagens uit de familie Podoctidae.
De wetenschappelijke naam Baramia is voor het eerst geldig gepubliceerd door Hirst in 1912. 

## Soorten
Baramia omvat de volgende 4 soorten:
- Baramia echinosa
- Baramia longipes
- Baramia solitaria
- Baramia vorax